# Ordem (Lousada)
Ordem é uma povoação portuguesa do Município de Lousada que foi sede da extinta Freguesia de Ordem, freguesia que tinha 2,73 km² de área e 1 201 habitantes (2011), e, por isso, uma densidade populacional de 439,9 hab/km².
A Freguesia de Ordem foi extinta (agregada) pela reorganização administrativa de 2012/2013, sendo o seu território agregado ao das Freguesias de Cristelos e Boim para criar a União de Freguesias de Cristelos, Boim e Ordem.

## História
As comendas podem-se considerar como sendo um benefício que se atribuía aos eclesiásticos e aos cavaleiros das ordens militares, dado como recompensa de serviços prestados com carácter social ou militar. Estas podiam revestir-se de carácter perpétuo e temporal. As primeiras recebiam a designação de regulares e eram destinadas exclusivamente aos eclesiásticos professos e as segundas eram destinados a cavaleiros professos, a título de compensação, passando a ter direitos de administração da localidade encomendada, com carácter temporário que se transformou em vitalício e mais tardiamente em usufrutuário.

## População
| População da freguesia de Ordem | População da freguesia de Ordem | População da freguesia de Ordem | População da freguesia de Ordem | População da freguesia de Ordem | População da freguesia de Ordem | População da freguesia de Ordem | População da freguesia de Ordem | População da freguesia de Ordem | População da freguesia de Ordem | População da freguesia de Ordem | População da freguesia de Ordem | População da freguesia de Ordem | População da freguesia de Ordem | População da freguesia de Ordem |
| ------------------------------- | ------------------------------- | ------------------------------- | ------------------------------- | ------------------------------- | ------------------------------- | ------------------------------- | ------------------------------- | ------------------------------- | ------------------------------- | ------------------------------- | ------------------------------- | ------------------------------- | ------------------------------- | ------------------------------- |
| 1864                            | 1878                            | 1890                            | 1900                            | 1911                            | 1920                            | 1930                            | 1940                            | 1950                            | 1960                            | 1970                            | 1981                            | 1991                            | 2001                            | 2011                            |
| 409                             | 386                             | 462                             | 437                             | 506                             | 543                             | 604                             | 645                             | 806                             | 785                             | 861                             | 1 002                           | 744                             | 1 294                           | 1 201                           |

| Distribuição da População por Grupos Etários | Distribuição da População por Grupos Etários | Distribuição da População por Grupos Etários | Distribuição da População por Grupos Etários | Distribuição da População por Grupos Etários | Distribuição da População por Grupos Etários | Distribuição da População por Grupos Etários | Distribuição da População por Grupos Etários | Distribuição da População por Grupos Etários | Distribuição da População por Grupos Etários |
| -------------------------------------------- | -------------------------------------------- | -------------------------------------------- | -------------------------------------------- | -------------------------------------------- | -------------------------------------------- | -------------------------------------------- | -------------------------------------------- | -------------------------------------------- | -------------------------------------------- |
| Ano                                          | 0-14 Anos                                    | 15-24 Anos                                   | 25-64 Anos                                   | > 65 Anos                                    |                                              | 0-14 Anos                                    | 15-24 Anos                                   | 25-64 Anos                                   | > 65 Anos                                    |
| 2001                                         | 287                                          | 210                                          | 683                                          | 114                                          |                                              | 22,2%                                        | 16,2%                                        | 52,8%                                        | 8,8%                                         |
| 2011                                         | 205                                          | 174                                          | 671                                          | 151                                          |                                              | 17,1%                                        | 14,5%                                        | 55,9%                                        | 12,6%                                        |

## História
Deve o seu nome à existência de uma Comenda da Ordem dos Hospitalários. Guarda uma história riquíssima, ainda mal explorada, mas que pode ser participada, bastando que se calcorreie os quase desaparecidos caminhos, as veredas, as margens dos pequenos regatos, sempre na iminência da descoberta.
Existe uma carta do Mosteiro de Pendorada, de doações a particulares, do mês de Maio do ano 770, que fala da fundação da Igreja de Santa Eulália, realizada depois da presúria (ocupação cristã, após retirada muçulmana deste território). Em 1216 a Igreja de Santa Eulália já se encontrava na posse da Ordem de Malta, em Leça do Balio, com a designação de "Santa Ovaya de Sousella", "Sousella de Caães" ou "Santa Olalha de Sousella". Como a Ordem tinha abundantes bens, cederam ao Bispo do Porto, D. Hugo, seis grandes casais, e ao prior de Leça, D. Martinho, e a seus sucessores, diversas igrejas, entre elas a de Santa Eulália, suprimindo ainda a obrigação do fornecimento de um jantar anual, que era incumbência do mosteiro.
Segundo as Inquirições de D. Afonso III, de 16 de Maio de 1258, o Capelão Geraldo Pires informa que a igreja de "Sancte Ouaye de Sousa" era do "hospitalis" e que a Ordem a teve de testamento de D. Teresa Gonçalves, meia-irmã do Conde D. Mendo de Sousa.
Em 1758, Pantaleão Machado Abreu e Silva, reitor da Igreja Paroquial de Santa Eulália da Ordem, pertencente à Religião de Malta, refere que a freguesia se situa na Província de Entre-Douro-e-Minho, Arcebispado de Braga, termo e comarca da cidade do Porto, concelho de Aguiar de Sousa. Sendo que a freguesia tem como donatário o venerando Balio de Leça.

## Igreja
É uma igreja que se insere num românico muito tardio, provavelmente já dos finais do século XIII. Desta época conserva as paredes laterais e os seus dois portais. A fachada foi remodelada durante o século XIX. No seu interior destaque-se a pia baptismal, seiscentista, e os retábulos colaterais, exemplares antigos de talha de estilo nacional.

## Capelas
Não existem capelas públicas na freguesia, mas sim uma particular da Casa de Real iniciada em 1758.

## Outros locais de interesse
Por toda a freguesia podemos encontrar os marcos de pedra com a cruz da Ordem de Malta esculpida em baixo relevo, que serviram para delimitar a Comenda de Santa Eulália que aqui existiu.
O primeiro Bispo de Mariana, D. Frei Manuel da Cruz, nasceu aqui, na já demolida Casa do Carvalhal, e foi o financiador da construção da Casa de Real e da Capela anexa de Nossa Senhora das Mercês. De destacar ainda a Casa de Argonça, rodeada dos seus campos de cultivo à margem do rio Mezio.